# Chorthippus willemsei
Chorthippus willemsei är en insektsart som beskrevs av Carl Otto Harz 1971. Chorthippus willemsei ingår i släktet Chorthippus och familjen gräshoppor. Inga underarter finns listade i Catalogue of Life.